# 부패 선거구

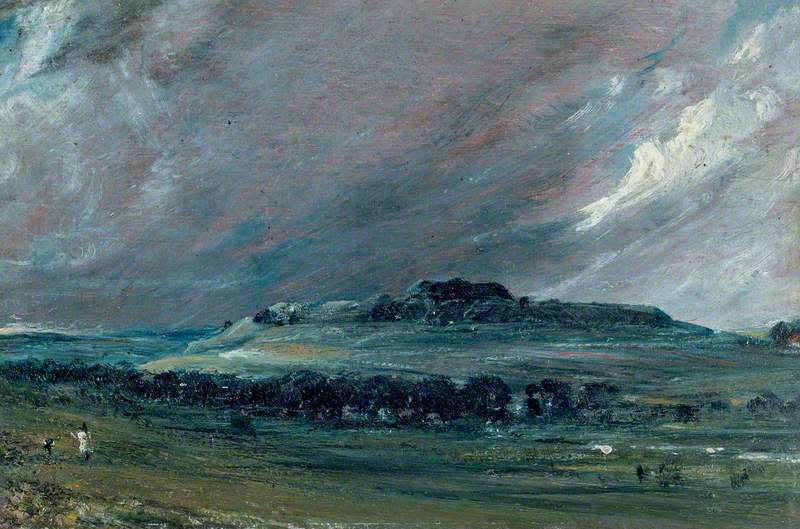
잉글랜드 윌트셔주의 올드새럼은 주민이 전혀 없는 언덕에 불과했으나 1832년까지 두 명의 국회의원이 선출됐다.

부패 선거구 (Rotten borough)와 주머니 선거구 (Pocket Borough)는 1832년 선거구 개혁 이전 영국에 존재했던, 불합리한 실정 속에서 유지되던 선거구의 한 유형을 말한다. 
부패 선거구와 주머니 선거구는 원래 의회 자치구 (Parliamentary borough)라고 해서 왕실 칙허를 부여받아 하원의원을 선출할 수 있게 된 중세도시였으나 오랜 세월 동안 환경의 변화를 겪었음에도 유지되었던 지역들을 가리킨다. 
- 부패 선거구는 유권자가 극소수에 불과하여 지역 유지에 의해 선거 결과가 좌우되는 선거구를 의미했다.
- 주머니 선거구는 유권자수는 충분하지만 주택 소유자에게 투표권이 부여되는 점을 악용해, 투표권이 보장되는 주택을 대거 소유한 유력자가 선거를 좌우하던 선거구를 의미했다.

잉글랜드 뿐만 아니라 18세기 아일랜드 의회에서도 비슷한 선거구가 존재했다. 이들 선거구는 18세기 말에 이르러 선거구 제도를 개혁하자는 목소리에 힘입어 제정된 1832년 개혁법에 따라 폐지되었다. 1832년 개혁법은 신도시와 공업지대에 선거구를 신설하는 방식으로 기존 제도를 개혁하였다. 
이어서 1872년 투표법에서는 비밀 투표의 원칙을 도입하여, 지역 유지가 유권자의 투표를 알 수 없도록 하여 선거를 좌우할 여지를 크게 낮추었다. 이와 함께 유권자에게 뒷돈을 건네거나 접대하는 관행이 불법으로 규정되면서 선거비용도 대폭 감소하는 효과를 가져왔다.

## 배경
중세 영국에서 의회자치구 (Parliamentary borough)는 왕실 칙허를 부여받고, 공민 (버지스. burgesse)를 국회의원으로 선출하여 영국 하원에 보낼 수 있었던 도시를 일컫는다. 의회자치구는 오랜 세월이 흘러 도시 개발로 규모가 커지거나 반대로 버려졌더라도, 왕실 칙허가 취소되지 않는 한 그대로 유지될 수 있었기에, 의회자치구로 설정된 경계와 실제 마을의 지리적 경계가 상당히 차이 나는 경우가 많았다.
단순히 지리적 변화 뿐만 아니라 수백년에 걸친 세월 동안의 인구 변화도 반영되지 않았으므로, 인구가 한자리수로 떨어지더라도 지역구가 유지되는 경우가 존재했다. 이런 경우에는 마을 유지가 주민들에게 뇌물을 주거나 영향력을 행사하기 쉬웠으며, 따라서 그 지역구의 국회의원으로 선출되는 사람은 마을 유지가 밀어주는 인물인 경우가 허다했다.
19세기 초에 이르러 영국 의회에서 이들 지역구에 대한 문제점을 의식하고, 적은 주민수로 지역구가 유지되는 현실에 질색하여 "부패 선거구" (rotten borough)라 비꼬기 시작하였다. 또한 국회의원이 지역 유지의 결심에 따라 좌우되기 때문에 그의 손 안, 주머니 안에 있다는 뜻에서 "주머니 선거구" (pocket borough)라고 불렀다.
부패 선거구에 속한 유권자는 뇌물 수수 여부에 관계없이 후원자의 지시에 따라 투표를 진행하였으며, 유권자 전원 내지는 대다수가 투표하였기 때문에 허례허식에 불과하였다. 또한 투표 자체도 투표소 한 곳에서 한꺼번에 거수투표로 이루어졌기 때문에, 지역유지가 밀어주는 후보에 반대표를 날린 주민도 거의 없었다. 후보도 한 명씩만 나와서 무투표 당선으로 처리되는 경우도 있었으며, 이는 다른 후보들이 입후보 자체가 무의미하다고 여겨 출마를 포기했기 때문이었다.
이렇듯 지역유지가 극소수의 유권자를 좌우하는 지역구가 있었다면, 반대로 인구가 많은 대도시임에도 다른 지역과 묶여 민의를 제대로 반영하지 못하는 지역구도 있었다. 이는 특히 무역과 산업의 발달로 이주민이 늘면서 인구 성장을 이룩한 신도시인 경우가 많았다. 예를 들어 맨체스터 지역구는 조그만 마을에서 산업 혁명기를 거치며 대도시로 급격히 발달하였으나, 의회에서는 랭커셔라는 더 큰 지방의 한 지역으로 묶였으며 도시 자체를 대표할 수 있는 국회의원은 선출되지 못했다.
지역구 자체의 문제 외에도 중세 시대로부터 이어지는 전통을 지켜오는 과정에서 오늘날처럼 1인 1지역구의 원칙이 도입되지 않았기에, 대다수의 의회자치시 선거구는 의원을 2인씩 뽑는 경우가 많았다. 이러한 실정 속에 선거구 개혁이 이뤄지기 직전에 치러진 1831년 영국 총선에서는 선출 의원 406명 가운데 152명은 지역구 유권자가 100명 미만, 88명은 50명 미만인 것으로 조사되기도 하였다.

## 유형

### 부패 선거구
'부패 선거구'라는 표현은 18세기부터 사용되기 시작하였으며, 유권자의 수가 극히 적은 의회자치구를 가리키는 말로 쓰였다. 부패 선거구의 유권자들은 특정 이해관계에 얽매이지 않는 소수의 유권자를 제외하면 대다수가 투표용지의 부족으로 투표를 하지 않거나, 혹은 지역 유지의 권유에 따라 투표하기 마련이었으며, 후보가 내세우는 정책이나 자질을 고려하는 경우는 거의 없었다.
부패 선거구의 발생 원인은 오랜 세월 동안 선거구의 경계가 전혀 개편되지 않은 것에서 기인한다. 의회 자치구라 함은 원래 왕실 특허를 받을 정도로 규모를 갖춘 도시임을 의미하는데, 수백년이 흐르면서 주민 인구가 감소하거나 다른 곳으로 이주하면서 소수의 주민들만 남게 되었고, 특정인이 다양한 수단을 동원해 소수의 유권자들을 좌우할 수가 있었던 것이다. 따라서 부패라는 말은 후술할 뇌물 등의 부패 문제를 가리키기도 했지만 오랜 세월에 거쳐 쇠퇴해 버린 마을을 가리키는 표현이기도 하였다.
부패 선거구의 대표적인 사례로는 올드새럼 (Old Sarum)이 꼽힌다. 올드새럼은 12세기 잉글랜드 윌트셔주의 도시로서, 마을 중앙의 새럼 대성당이 지역경제를 이끌어가던 도시였다. 그러나 대성당이 인근 지역 (지금의 솔즈베리 대성당)으로 옮겨가자, 기존 마을에 있던 상인과 노동자들도 함께 그곳으로 옮겨가면서 '뉴새럼'이란 새 마을이 형성되고 '올드새럼'은 한순간에 버려지고 말았다. 그러나 의회자치구로 지정되면서 설정된 올드새럼 지역구는 폐지되지 않았던 탓에 수백년간 의원 2인을 계속해서 선출하였으며, 그 일대 지주 일가가 마음대로 주무를 수 있는 지역구로 전락하였다.
따라서 부패 선거구는 해당 지역의 유지, 즉 지주나 귀족이 통제하는 지역구였으며, 부패 선거구에서 선출되는 국회의원은 지역 유지의 친척이나 지인인 경우가 대부분이었다. 지역유지가 아직 귀족 신분이 아닌 경우라면 본인이 의원으로 나섰고, 귀족 신분이라면 귀족원에서 의원으로 활동할 수 있던 것에 더해, 친적이나 지인을 하원의원으로 당선시켜 두 배의 영향력을 행사했던 것이다. 여기에 부패 지역구 자체를 부동산의 일종으로 보아, 후손들에게 유산으로 물려주거나, 재산 확보 내지는 친분교류를 위해 다른 가문과 사고팔기도 하였다.
부패 선거구에서 선출된 의원 가운데에서는 역사적인 인물도 있었다. 훗날 초대 웰링턴 공작이 되는 아서 웰즐리는 아일랜드 서민원의 부패 선거구였던 트림 (Trim) 지역구에서 당선되었다. 캐슬레이 자작 로버트 스튜어트도 플림턴얼 (Plympton Erle)이라는 지역구의 의원으로 당선된 바 있다.
아래는 부패 선거구로 불렸던, 유권자수가 극히 적은 지역구들을 나타낸 표이다.
| 의회자치구 | 주             | 가구수        | 유권자수      |
| ---------- | -------------- | ------------- | ------------- |
| 올드새럼   | 윌트셔주       | 3가구         | 7명           |
| 개턴       | 서리주         | 23가구        | 7명           |
| 뉴타운     | 와이트섬       | 14가구        | 23명          |
| 이스트루   | 콘월주         | 167가구       | 38명          |
| 더니치     | 서퍽주         | 44가구        | 32명          |
| 플림턴얼   | 데번주         | 182가구       | 40명          |
| 브램버     | 웨스트서식스주 | 35가구        | 20명          |
| 콜링턴     | 콘월주         | 225가구       | 42명          |
| 트림       | 미스주         | 아일랜드 의회 | 아일랜드 의회 |

### 주머니 선거구
주머니 선거구(Pocket boroughs)는 시민토지권이 설정된 주택, 즉 '버기지 테너먼트' (burgage tenements)라 불리는 주택가의 절반 이상을 특정인이 소유한 의회자치구를 뜻했다. 버기지 테너먼트를 소유한 시민은 투표권을 갖게 되는데, 돈 많은 유력자가 특권이 부여된 주택을 구입하고 그 집에 세입자를 들였다.
이때 세입자는 집주인의 명령에 거리낌 없이 따르는 사람이거나, 집주인의 심기에 거스를 일이 없도록 불안정한 형태의 임차권이 설정된 사람이었다. 당시 영국에서는 비밀 투표제가 도입되지 않았기 때문에, 주택을 소유한 사람은 세입자에게 자신이 원하는 후보에게 투표하도록 권유하고, 그에 따르지 않는 세입자는 퇴거시킬 수가 있었다. 이렇게 선출된 의원은 "A씨가 B경의 관심에 따라 당선됐다" (Mr A had been elected on Lord B's interest)고 에둘러 표현하는 경우가 많았다.
주머니 선거구의 또다른 특징은 단순히 부유층에 의해서가 아니라 영국 정부, 특히 영국 재무부나 해군성이 토지 소유자로 나서 해당 부처의 담당장관이 지정한 후보를 당선시키는 경우도 있었다는 점이다.
일부 유력자는 여러 개의 주머니 선거구를 좌우하기도 했다. 예컨대 뉴캐슬 공작은 무려 일곱 개의 지역구를 '주머니 속에' 넣어두고 있었다고 전해진다. 지주의 친척을 밀어주던 부패 선거구와는 달리 주머니 선거구에서는 주택소유권을 장악한 본인이 출마하는 경우가 많았으며, 이 때문에 '소유권 선거구' (proprietorial borough)라는 이름으로도 불렸다. :14

## 선거구 개혁
18세기 후반에 이르러 런던 일치 협회 (London Corresponding Society), 인민친우협회 (Society of the Friends of the People) 등 정치시민단체들을 중심으로 의회 선거제도를 개혁하자는 목소리가 힘을 얻기 시작하였다. 이들은 부패 선거구 체계가 불합리하며 전국의 인구를 반영하여 균등한 배분으로서 대표할 수 있도록 하자는 주장을 내세웠다. 그러나 윌리엄 피트 당시 영국 총리가 이들 협회의 모임과 정보 공유, 출판 행위를 불법으로 규정한 법안을 제정하면서 해체 수순을 밟게 되었다.
19세기에도 선거구 개혁을 향한 움직임이 있었는데 극소수의 유권자로 인하여 과도한 대표성을 띄는 부패 선거구가 그 대상이 되었다. 1829년 가톨릭교도 해방령 제정과 더불어 마침내 선거구제 개혁 문제도 대두되기 시작하여, 1832년 개혁법 (1832 Reform Act)으로 성과를 거두기에 이른다.
1832년 개혁법은 부패 선거구로 지목된 의회자치구의 선거권을 박탈하고, 새롭게 형성된 대도시나 북부의 주요 공업단지에 선거구를 신설하는 방식으로 개혁을 이루게 되었다. 이 법의 제정으로 폐지된 부패 선거구는 총 56개로, 잉글랜드 동부와 남부에 집중되었다. 그 목록은 다음과 같다.
| 버킹엄셔주 - 웬도버 - 애머셤 콘월주 - 보시니 - 콜링턴 - 캐멀퍼드 - 이스트루 - 포웨이 - 로스트위티얼 - 미첼 (세인트마이클스) - 뉴포트 - 솔태시 - 세인트저먼스 - 세인트모스 - 트리고니 - 웨스트루 데번주 - 비럴스턴 - 오크햄턴 - 플림턴얼 | 햄프셔주 - 뉴타운 - 스토크브리지 - 화이트처치 - 야머스 켄트주 - 뉴롬니 - 퀸버러 노샘프턴셔주 - 브래클리 - 하이검페러스 서퍽주 - 올드버러 - 더니치 - 오퍼드 서머싯주 - 일체스터 - 밀본포트 - 마인헤드 | 서리주 - 블레칭리 - 개턴 - 홀스미어 서식스주 - 브램버 - 이스트그린스테드 - 시퍼드 - 스테닝 - 윈첼시 윌트셔주 - 다운튼 - 그레이트베드윈 - 헤이트스베리 - 힌던 - 럿저셜 - 올드새럼 - 우튼바셋 요크셔주 - 알버러 - 보로브리지 - 히던 | 기타 지역 - 애플비 (웨스트모어랜드) - 비숍스캐슬 (슈롭셔주) - 캐슬라이징 (노퍽주) - 코프캐슬 (도싯주) - 뉴턴 (랭커셔주) - 위블리 (헤리퍼드셔주) |

### 개혁 반대
당시 부패 선거구와 주머니 선거구에 상당수 의존하던 정당은 토리당이었다. 1807년부터 1830년까지 토리당 정권이 들어서면서 부패 선거구들의 대표권도 보장될 수 있었던 것이었다. 이에 토머스 페인과 윌리엄 코벳 등 당대 지식인들은 토리당의 행태를 강력 비판하였다.
개혁법 제정에 맞서 토리당이 부패 선거구라 불리는 의회자치구 제도의 효용성을 주장하였다. 정치적으로 안정을 꾀할 수 있고, 유망한 젊은 정치인이 의회에 진출할 수 있는 기회로 삼을 수 있다는 것이었는데, 특히 젊은 나이에 의원이 되어 대영제국의 기초를 쌓은 윌리엄 피트 총리를 주요 반례로 삼았다.:22 일부 의원들은 의회자치구가 의회의 기반을 이룸으로서 영국이 번영을 누릴수 있었기에 유지해야 한다는 주장을 내세웠다.
서인도 제도나 영국령 북아메리카, 인도 아대륙의 식민지 개척자들은 자신들을 대변할 국회의원을 선출하지 못했기 때문에, 이들 지역의 대표들은 부패 선거구를 두어야지 식민지의 이익집단이 영국 의회 내에서 대표성을 보장받을 기회가 생긴다고 주장하였다.
한편 토리당 정치인 스펜서 퍼시벌 총리는 주머니 선거구의 선거권이 박탈된다면 선거제도 전반이 무너질 수 있다면서, 이왕 논의를 할거면 선거제도 전반을 살펴야 한다는 논리를 펼치기도 하였다.

## 같이 보기
- 직능 선거구 - 홍콩과 마카오의 특수 선거구
- 게리맨더링